# Second-Maître Le Bihan
Le Second-Maître Le Bihan est un aviso de type A69 classe d'Estienne d'Orves de la Marine nationale. Son indicatif visuel est F788 et sa ville marraine, Chambourcy.
Il honore l'officier marinier Marcel Pierre Marie Le Bihan tué en combat aérien en juin 1940.

## Service actif
D’abord basé à Cherbourg, il est ensuite affecté à Brest en 1994.Il appartenait au  Groupe d'Action Sous Marine (GASM).
Le Groupe d'action sous-marine était une force navale appartenant à la Marine nationale française, créée en 1948 et dissoute en 1999.
Mission de lutte anti sous-marine et d'escorte de sous marin (SNLE) de la FOST.

## Revente
Il est vendu à la Turquie en 2000 et livré en 2002. Il reçoit alors le nom de TCG Bafra.